# Инсангвине, Джакомо
Джакомо Инсангвине (итал. Giacomo Insanguine), или Джакомо Антонио Франческо Паоло Микеле Инсангвине (итал. Giacomo Antonio Francesco Paolo Michele Insanguine), по прозванию Монополиец (итал. il Monopoli; 22 марта 1728 года, Монополи, королевство Неаполь — 1 февраля 1795 года, Неаполь, королевство Неаполь) — итальянский композитор, органист и музыкальный педагог.

## Биография
Джакомо Антонио Франческо Паоло Микеле Инсангвине родился 22 марта 1728 года в Монополи, королевство Неаполь. В 1737 году поступил в консерваторию Бедных Иисуса Христа в Неаполе, где обучался музыке у Франческо Фео до упразднения учреждения в 1743 году. Продолжил образование в консерватории Сант-Онофрио в Порте-Капуана, где учился у Джироламо Абоса и Франческо Дуранте. У последнего он брал уроки игры на виолончели с 1749 по 1755 год.
Зимой 1756 года дебютировал как оперный композитор на сцене Театро деи Фьорентини оперой «Таверна вверх дном» (итал. Lo funnaco revotato). До 1782 года он написал несколько опер: оперы-буффа ( до 1770 года), а с 1770 года, главным образом, оперы-сериа. Оперы ставились в театрах Неаполя, Рима, Венеции и Турина.
23 августа 1767 года получил место преподавателя в консерватории Сант-Онофрио в Порте-Капуана. Зимой 1768 года с успехом прошла премьера его оперы-буффа «Таверна Марекьяро» (итал. L'osteria di Marechiaro).  20 января 1770 года в театре Сан-Карло в Неаполе состоялась премьера оперы «Покинутая Дидона» (итал. La Didone abbandonata). Джакомо Инсангвине нередко дописывал произведения других композиторов — Мишеля Кабальона, Иоганна Адольфа Хассе, Николы Бонифачо Логрошино, Джан Франческо де Майо.
В 1774 году получил место второго органиста в кафедральном соборе в Неаполе, став преемником Йозефа Долла, а позднее, в 1781 году - место капельмейстера. Завершил  карьеру композитора оперой «Калипсо» (итал. Calipso), написанной им для театра Сан-Карло в Неаполе и поставленной 30 мая 1782 года. Однако это произведение композитора не имело успеха у зрителей.
В 1785 году получил место примо-маэстро в консерватории Сант-Онофрио в Порте-Капуана, сменив Карло Котумаччи, и занимал эту должность вплоть до своей смерти. Среди его учеников был Джузеппе Николини.
Умер 1 февраля 1795 года в Неаполе.

## Творческое наследие
Творческое наследие композитора включает более 30 опер, 3 кантаты, многочисленные духовные сочинения и книги по теории музыки.